# 達氏近紅鮊
達氏近紅鮊（学名：Ancherythroculter duoyiheensis），為輻鰭魚綱鯉形目鲴科近紅鮊属的其中一種。分布於亞洲越南淡水流域，棲息在底中層水域，生活習性不明。

## 扩展阅读
維基物種上的相關：達氏近紅鮊